# Francis Peyton Rous
Francis Peyton Rous (5.10.1879 – 16.2.1970), là một bác sĩ y khoa kiêm nhà virus học người Mỹ, đã đoạt giải Nobel Sinh lý và Y khoa năm 1966.

## Cuộc đời và Sự nghiệp
Ông sinh tại Baltimore, Maryland, đậu bằng cử nhân và bằng bác sĩ y khoa ở Đại học Johns Hopkins. Ông có liên quan tới việc khám phá ra vai trò của các virus trong việc truyền một số loại bệnh ung thư. Năm 1966 ông đoạt giải Nobel Sinh lý và Y khoa cho công trình nghiên cứu này.
Năm 1911, ông làm việc quan sát tinh dịch, thấy rằng một u ác tính (đặc biệt, một sarcoma) lớn lên trong một con gà nuôi ở nhà có thể truyền sang gà khác dễ dàng. Việc phát hiện ra rằng bệnh ung thư có thể được lây truyền bởi một virus (nay gọi là Rous sarcoma virus, một loại retrovirus), đã bị phần lớn các chuyên gia trong lãnh vực này ở thời kỳ đó không tin. Vì là một người tương đối mới xuất hiện, ít tiếng tăm, nên phải mất nhiều năm sau mới có người thử làm bản sao chính xác các kết quả trước kia của ông.
Mặc dù rõ ràng có một số các nhà nghiên cứu có uy tín rất có ấn tượng về công trình nghiên cứu của ông và đã đề cử ông cho Ủy ban Nobel ngay từ năm 1926 (và trong nhiều năm sau) nhưng mãi tới năm 1966 ông mới đoạt giải này. Đây có lẽ là một thời gian dài kỷ lục – 55 năm - từ khi khám phá (năm 1911) cho tới khi đoạt giải Nobel.
Ngoài giải Nobel nói trên, ông cũng được thưởng giải Albert Lasker cho nghiên cứu Y học cơ bản năm 1958 và Giải Paul Ehrlich và Ludwig Darmstaedter năm 1966.